# Conrad Aiken
Pour les articles homonymes, voir Aiken.
Conrad Potter Aiken (5 août 1889 – 17 août 1973) est un écrivain américain, prix Pulitzer, né à Savannah, en Géorgie. Il est l'auteur de poésies, de nouvelles et de romans.

## Biographie
Quand il a 11 ans, son père tue sa mère avant de se suicider en raison des problèmes financiers de la famille. Selon certains, Aiken est témoin du drame ; d'autres sources indiquent qu'il découvre les corps. Il est élevé par son arrière-grand-tante dans le Massachusetts.
Aiken fait ses études dans des écoles privées et à l'école de Middlesex à Concord, Massachusetts, puis à l'université Harvard où il édite L'Avocat avec T.S. Eliot. Aiken reçoit son diplôme en 1912. C'est Aiken qui fait découvrir T.S. Eliot à Ezra Pound. Il est aussi proche de William Carlos Williams. Son rôle est déterminant dans la reconnaissance d'Emily Dickinson dont il publie les Selected Poems en 1924.
Sa vie est partagée entre l'Amérique et l'Angleterre où il vit de nombreuses années avant la Seconde guerre mondiale.
Il est profondément influencé par le symbolisme, particulièrement dans ses premiers travaux. En 1930, il reçoit le prix Pulitzer de poésie pour ses Poésies choisies.
Il écrit Earth Triumphant (1914), The Charnel Rose (1918), In the Hanging Gardens (1933), Silent Snow, Secret Snow (1934). Son poème Music I Heard est mis en musique par un certain nombre de compositeurs, dont Leonard Bernstein et Henry Cowell.
Il est aussi un des plus importants romanciers de sa génération, au point d'avoir été le « mentor » de Malcolm Lowry, qui admire autant sa prose que ses vers.
Il est le père de l'auteur Joan Aiken. Sa veuve, née Mary Hoover, est décédée en 1992 à 86 ans. Il est inhumé dans le cimetière de Bonaventure de Savannah(pxvii).

## Œuvre

### Poésie
- Préludes, choix de poèmes, introduction et traduction par Alain Bosquet, Éditions Seghers, coll. « Autour du monde », no 44, 1957
- La Venue au jour d'Osiris Jones (The Coming Forth by Day of Osiris Jones, 1931), traduit par Philippe Blanchon, Toulon, La Nerthe, 2013.
- Senlin : une biographie, traduit par Philippe Blanchon, Toulon, La Nerthe, 2014.
- La Chanson du matin de Lord Zéro (The Morning Song of Lord Zero, 1963), traduit par Philippe Blanchon, Paris, La Barque, 2014.
- Le Cristal, traduit par Philippe Blanchon, Paris, La Barque, 2018.

### Nouvelles
- Neige silencieuse, neige secrète (Silent Snow, Secret Snow, 1934), traduit par Georges Fradier, in Écrit aux U.S.A., Paris, Robert Laffont, 1947.
- Neige silencieuse, neige secrète, traduit par Joëlle Naïm, Paris, La Barque, 2014.
- Étrange Clair de lune suivi de État d'esprit, traduit par Joëlle Naïm, Paris, La Barque, 2016.
- La Dernière Visite, traduit par Martial Doré, Paris, Editions Sillage, coll. "La Sente", 2023.

### Romans
- Au-dessus de l'abysse (Blue Voyage, 1927), traduit par Patrice Repusseau, Paris, Mercure de France, 1994 ; réédition Gallimard, coll. « L'Imaginaire », 2001.
- Le Grand Cercle (Great Circle, 1933), traduit par Joëlle Naïm, Paris, La Barque, 2017.
- Un cœur pour les dieux du Mexique (A Heart for the Gods of Mexico, 1939), traduit par Michel Lebrun, Paris, La Table Ronde, 1994 ; réédition La Petite Vermillon, 2001

### En revue
- Conrad Aiken, passager vers l'inconnu, dossier présenté et traduit par Philippe Blanchon, La Nouvelle Revue Française, n° 617, mars 2016.